# Alaskawolf
De alaskawolf (Canis lupus tundrarum) is een ondersoort van de wolf die leeft in de uitgestrekte poolvlakte, waar het elk jaar voor vijf maanden aan een stuk voor 24 uur op 24 donker is. De temperatuur in april komt haast nooit boven de -30°C. De alaskawolf jaagt meestal in een roedel. Hij maakt jacht op bijna alle andere dieren, zoals op kariboes, sneeuwhazen, muskusossen en lemmingen. De alaskawolf paart in maart en nadien brengt het vrouwtje haar jongen ter wereld in een hol. Na een maand delen de leden van de roedel het vlees, zodat elkeen zijn portie krijgt.

## Leefomgeving
De alaskawolf moet zich zien te redden op de poolvlakten. De meeste dieren zijn niet bestand tegen zulk weer. De wind voelt aan als -100°C, als hij hard waait. De aarde is bevroren onder de 10 centimeter, zodat alleen planten kunnen leven, waarvan de wortels oppervlakkig groeien. April is daar een van de warmste maanden, waarbij de temperatuur niet hoger is dan -30°C.

## Leefwijze
De alaskawolf leeft in roedels, die niet meer zijn dan kleine familiegemeenschappen. Ze bestaan voornamelijk uit een "Alfa-mannetje" en een "Alfa-vrouwtje", hun jongen, en oudere jongen die nog niet hebben gepaard. Er zijn 1 of 2 wolven aangesteld als babysit. Deze zorgen voor de welpen als moederlief op jacht is. De jongen die eenzaam rondzwerven, hebben de roedel verlaten om een nieuwe te stichten, en een territorium uit te bouwen. Eens hij een territorium gevonden heeft, markeert hij die met urine en uitwerpselen. Echter is het een zootje als hij op jacht gaat. Gelukkig kan hij weken zonder voedsel, want als een wolf op jacht gaat, heeft hij minder dan 10 % kans op een vangst. 

## Voedsel
Met de hele roedel gaan de alaskawolven op jacht. Ze kunnen in de open toendra niet gemakkelijk jagen, want ze kunnen geen verrassingsaanval uitlokken. En als een roedel een kudde muskusossen inhaalt, staan ze al in een verdedigingskring. De wolven zouden zelfmoord plegen om daaruit een prooi te pikken, want met die hoorns en hoeven is dat onmogelijk. Daarom hebben ze een uniek systeem ontwikkeld bij de hondensoorten: een zenuwoorlog. Het doel is de kring open te breken. Ze beginnen heen en weer te lopen, waardoor ze de ossen dwingen van plaats te veranderen om hun belagers in het oog te kunnen hebben. Deze tactiek lukt meestal niet, maar met een beetje geluk gaan de muskusossen van nervositeit uit elkaar. Wanneer dit gelukt is, zoeken ze de jonge of zwakke dieren en gaan ze in de achtervolging. Als ze de prooi hebben, proberen ze met al hun krachten het dier tegen de grond te werpen, waarna ze het doden en opeten.

## Communicatie
Door te huilen waarschuwen de wolven de andere roedels op hun aanwezigheid. Dit doen ze om mogelijke confrontaties tussen de verschillende roedels te voorkomen.

## Voortplanting
Alaskawolven paren in maart. Na de paring verlaat het vrouwtje de roedel en gaat ze een nieuw hol graven. Meestal lukt dit niet, omdat de grond bevroren is. Dan zoekt ze maar een bestaand hol of een rotsspleet, waar ze haar 4 of 5 jongen na 63 tot 65 dagen later ter wereld brengt. De jongen worden blind geboren en zijn afhankelijk van hun moeder. De jonge wolven eten al vlees als ze een maand oud zijn. Vanaf dan gaat het vrouwtje terug naar de roedel, waar ze voortaan het voedsel verdeelt. Het vrouwtje schrokt zich vol en braakt het voedsel in het hol weer uit, waarna de jongen het opeten. Rond de langste dag van het jaar (21 juni, want dan is het zomer op de noordpool) zijn de jongen in staat de roedel te volgen.

## Afmetingen en uiterlijke kenmerken
De kop en het lichaam van de alaskawolf bedraagt zo'n 100 tot 150 centimeter. De schofthoogte bedraagt 65 tot 80 centimeter. De mannetjes bereiken makkelijk het gewicht van 80 kilogram, bij de vrouwtjes ligt dit lager. Doordat de temperatuur zeer laag is, hebben ze een dikke vacht en een vetlaag.

## Weetjes
- Wolven kunnen, als ze dagen niets gegeten hebben, tot wel 10 kilogram in een keer op.
- De wolf laat niets over van zijn prooi, omdat voedsel schaars is op de noordpool. Hij eet bijvoorbeeld een sneeuwhaas op met huid en haar.